# Julio Herrera y Reissig
Pour les articles homonymes, voir Herrera.
Julio Herrera y Reissig (Montevideo, 9 janvier 1875 - idem, 9 mars 1910) est un poète uruguayen.
Fils du Dr. Manuel Herrera y Obes et neveu du ministre et président de la République Dr. Julio Herrera y Obes, il est membre d'une famille reconnue uruguayenne. Il n'a pas suivi d'études, mais il fut un lecteur infatigable. En 1898 il écrit un Chant à Lamartine et en 1899 il travaille au journal La revista. À partir de 1900 il est devenu charismatique auprès de jeunes gens qui l'écoutaient et le suivaient dans le grenier de sa maison nommé « La Tour des Panoramas » (La Torre de los Panoramas), où s'établirent les bases de la poésie uruguayenne.
En 1902 il publie un essai, Epilogue wagnérien à « La politique de fusion » (Epílogo wagneriano a «La política de fusión») et les recueils de poèmes Las pascuas del tiempo y Los maitines de la noche. Ensuite suivent d'autres œuvres poétiques : La vida (1903), Los parques abandonados (1902-1908), Los éxtasis de la montaña (1904-1907), Sonetos vascos (1908), Las clepsidras (1909), La torre de las esfinges (1909) et Los peregrinos de piedra (1909), tous sont des publications posthumes. En 1913 est sortie à Montevideo l'édition de ses œuvres complètes et en 1942 se sont éditées à Buenos Aires l'ensemble de son œuvre poétique à l'attention de Guillermo de Torre.
Il est considéré comme un des plus grands poètes uruguayens. Selon Ángel Rama, « en un peu moins de dix ans et alors qu'il naviguait dans le très bruyant et très superficiel art nouveau (sic), il a créé une sensibilité moderne lyrique et subtile, d'une précision linguistique impeccable ».